# Chuỗi thức ăn

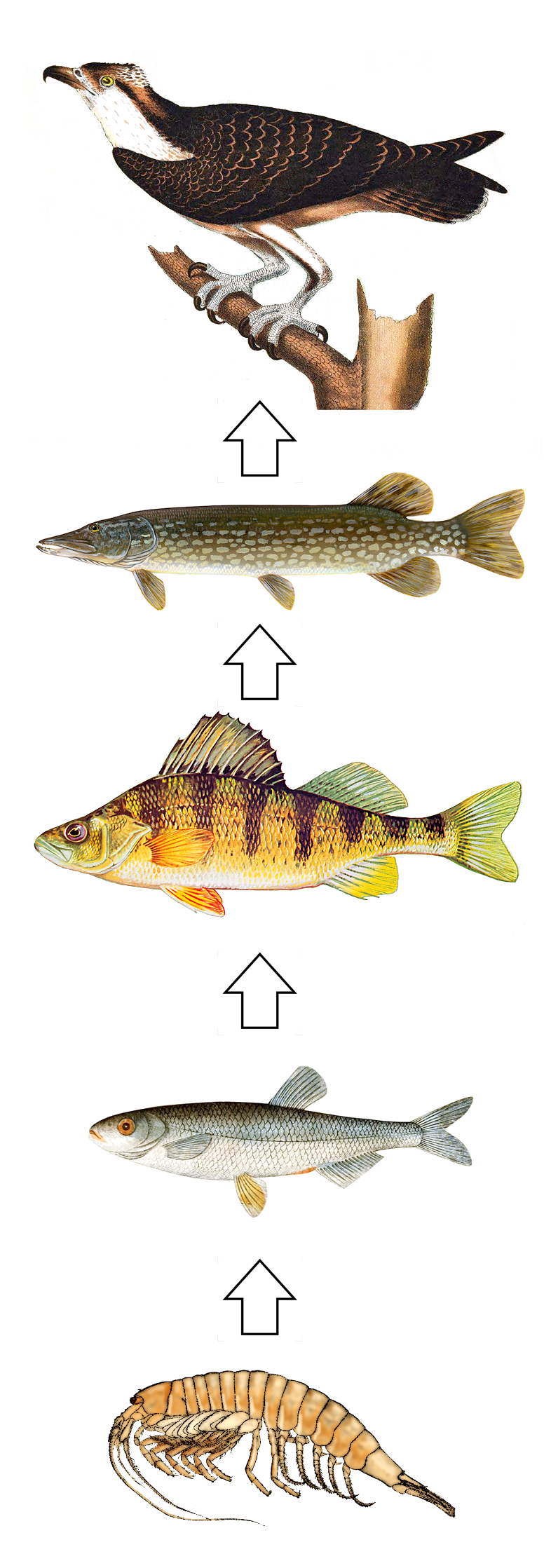
Ví dụ của chuỗi thức ăn trong một hồ nước ở Thụy Điển. Ó cá ăn cá chó, cá chó ăn cá vược, cá vược ăn cá mương Âu, cá mương Âu ăn tôm. Tuy không được đưa ra, gốc của chuỗi thức ăn trong hồ nước tại Thụy Điển là các loại thực vật tự dưỡng nổi.

Chuỗi thức ăn (hay quan hệ thức ăn hoặc xích thức ăn) là một dãy gồm nhiều loài sinh vật có quan hệ dinh dưỡng với nhau, loài đứng trước là thức ăn của loài đứng sau. Mỗi loài được coi là một mắt xích trong chuỗi thức ăn, vừa là sinh vật tiêu thụ mắt xích phía trước nhưng cũng bị sinh vật mắt xích phía sau tiêu thụ. Các chuỗi thức ăn dày đặc tạo nên các mạng lưới thức ăn.
Ví dụ:
- cỏ → thỏ → sói → xác chết → vi khuẩn → cỏ;
- lá ngô - châu chấu - ếch - xác chết bị phân hủy - chất bón cho cây ngô.
- cỏ → bò → người → xác chết → vi khuẩn → cỏ.

## Thành phần
Trong chuỗi thức ăn, có ba loại sinh vật gồm:

### Sinh vật sản xuất
là sinh vật bắt đầu của chuỗi thức ăn vì nó trực tiếp tạo ra chất hữu cơ từ chất vô cơ. Nó còn được gọi là sinh vật tự dưỡng hay sinh vật cung cấp. Trong nhóm sinh vật tự dưỡng lại chia làm hai loại: một loại sử dụng năng lượng của ánh sáng mặt trời để tổng hợp chất hữu cơ còn một loại sử dụng nguồn năng lượng từ các phản ứng hóa học.
Ví dụ: cây xanh, một số loài tảo, vi khuẩn...

### Sinh vật tiêu thụ
Là những sinh vật dị dưỡng (không tự tổng hợp được chất hữu cơ) phải lấy chất hữu cơ bằng cách tiêu thụ sinh vật dị dưỡng hoặc các sinh vật tự dưỡng.

### Sinh vật phân tách
Là vi khuẩn dị dưỡng hoặc nấm phân hủy chất hữu cơ thành vô cơ.

## Các loại chuỗi thức ăn

### Chuỗi thức ăn có sinh vật mở đầu là sinh vật sản xuất (xích thức ăn chăn nuôi):
Ví dụ: cỏ → thỏ → sói → vi sinh vật phân giải

### Chuỗi thức ăn có sinh vật mở đầu bằng mùn bã hữu cơ (xích thức ăn phế liệu):
Ví dụ: mùn bã hữu cơ → giun đất → Gà → chó sói → cọp → vi khuẩn.

### Chuỗi thức ăn thẩm thấu (chỉ có ở dưới nước):
Ví dụ: động vật nguyên sinh → cá nhỏ → cá lớn